# Kosjerić (selo)
Kosjerić (em cirílico: Косјерић (село)) é uma vila da Sérvia localizada no município de Kosjerić, pertencente ao distrito de Zlatibor. A sua população era de 895 habitantes segundo o censo de 2011.

## Demografia
| 1948 | 1953 | 1961 | 1971 | 1981 | 1991 | 2002 | 2011 |
| ---- | ---- | ---- | ---- | ---- | ---- | ---- | ---- |
| 1647 | 1727 | 2041 | 1362 | 1165 | 1115 | 1023 | 895  |